# Кеннеди, Эдгар
Эдгар Кеннеди (англ. Edgar Livingston Kennedy; 26 апреля 1890, округ Монтерей — 9 ноября 1948, Лос-Анджелес) — американский актёр и режиссёр.

## Биография
За время своей кинематографической карьеры, которая продолжалась с 1911 по 1948 год, сыграл в 408 фильмах, последний вышел на экраны в 1949 году — через год после его смерти. .Особую известность ему принесли короткометражные немые фильмы киностудии Keystone Studios, с которой он начал сотрудничать в 1912 году. Его партнёрами по сцене были Норманд Мейбл, Чарли Чаплин, Роско Арбакл, братья Маркс и многие другие.
Имеет именную звезду на голливудской «Аллее славы».
Кеннеди умер от рака горла в больнице кинематографа в долине Сан-Фернандо 9 ноября 1948 года.

## Избранная фильмография
| Год  |     | Русское название                               | Оригинальное название        | Роль                                  |
| ---- | --- | ---------------------------------------------- | ---------------------------- | ------------------------------------- |
| 1913 | кор | Шум из глубины                                 | A Noise from the Deep        | н/д                                   |
| 1914 | кор | Охотник за грабителями                         | A Thief Catcher              | второй грабитель                      |
| 1914 | кор | Джонни в кино                                  | A Film Johnnie               | режиссёр                              |
| 1914 | кор | Танго-путаница                                 | Tango Tangles                | служащий танцплощадки                 |
| 1914 | кор | Жестокая, жестокая любовь                      | Cruel, Cruel Love            | дворецкий лорда                       |
| 1914 | кор | Лучший жилец                                   | The Star Boarder             | муж хозяйки                           |
| 1914 | кор | Двадцать минут любви                           | Twenty Minutes of Love       | любовник                              |
| 1914 | кор | Настигнутый в кабаре                           | Caught In A Cabaret          | хозяин кабаре                         |
| 1914 | кор | Транжиры                                       | The Rounders                 | н/д                                   |
| 1914 | ф   | Прерванный роман Тилли                         | Tillie’s Punctured Romance   | владелец ресторана / дворецкий Бэнкса |
| 1914 | кор | Состоявшееся знакомство                        | Getting Acquainted           | полицейский                           |
| 1936 | ф   | Сан-Франциско                                  | San Francisco                | шериф                                 |
| 1937 | ф   | Звезда родилась                                | A Star Is Born               | Поп Рэндолл                           |
| 1939 | ф   | Этот замечательный мир                         | It’s a Wonderful World       | лейтенант полиции Миллер              |
| 1943 | ф   | Сокол наносит ответный удар                    | The Falcon Strikes Back      | Смайли Дуган                          |
| 1947 | ф   | Сумасшедшая среда, или Грех Гарольда Диддлбока | The Sin of Harold Diddlebock | бармен Джейк                          |
| 1948 | ф   | Только ваш                                     | Unfaithfully Yours           | детектив Суини                        |
| 1949 | ф   | Мечтаю о тебе                                  | My Dream Is Yours            | дядя Чарли                            |